# گروه بی‌ام‌وی
گروه بی‌ام‌وی (انگلیسی: BMV Group) شرکت خدمات مالی مکزیکی است، که در سال ۱۸۹۴ تأسیس شد.